# 冤句县
冤句县，又作宛朐、宛句，中国山东古县名。
秦王政二十七年（前220年） ，治所于今菏泽市庄寨镇境内，金朝大定八年（1168年）废，入济阴县。冤句为唐朝義軍首領黄巢的故鄉。 